# Barrage (musique)
Pour les articles homonymes, voir Barrage (homonymie).
En facture instrumentale, un barrage est un ensemble de pièces de bois permettant d'assurer la solidité de l'instrument. On distingue plusieurs cas de barrages : le barrage de table d'harmonie, et le barrage de structure.

## Barrage de table d'harmonie

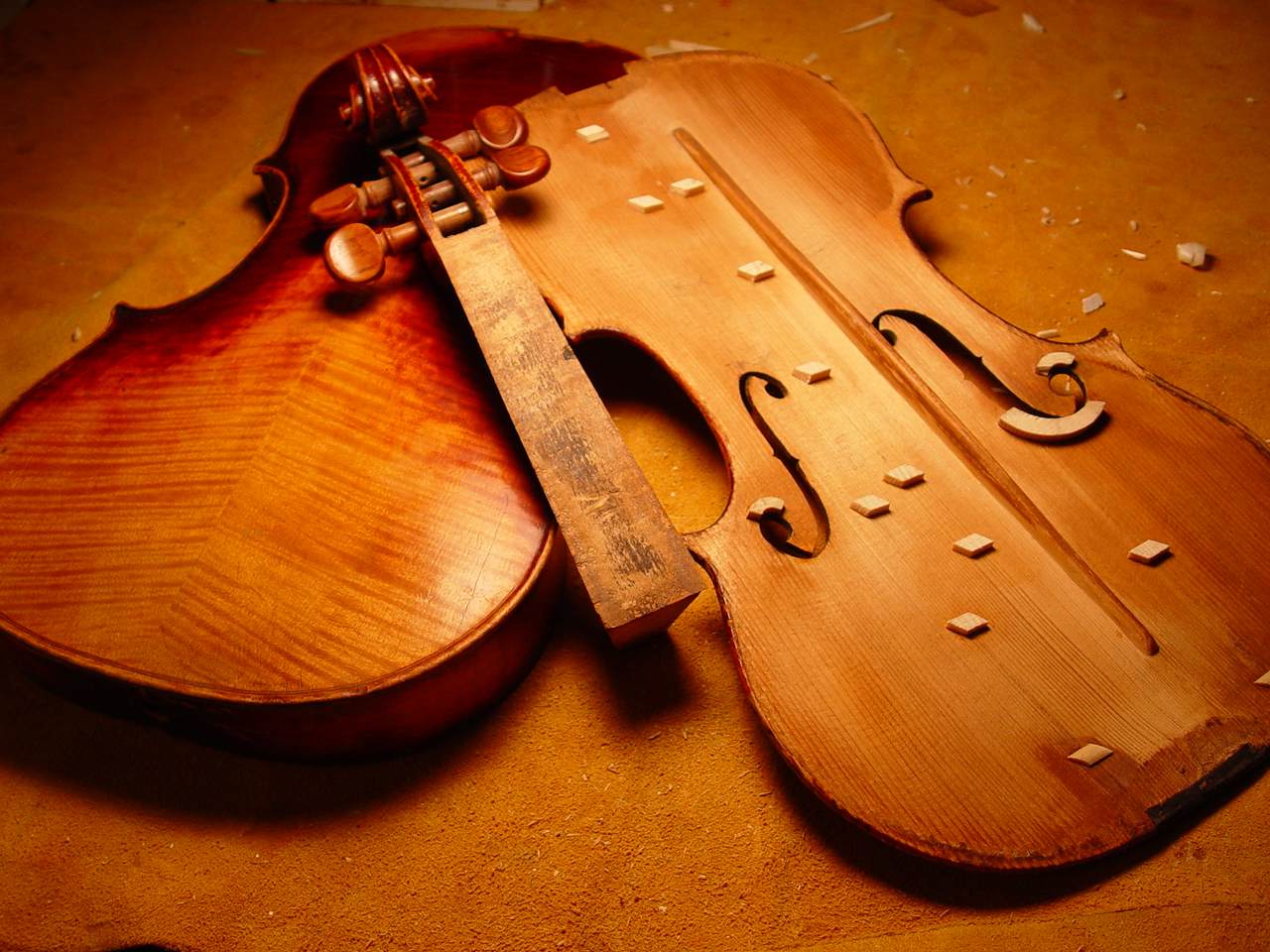
Sur ce violon en réparation, on distingue nettement la barre d'harmonie collée à la table (pièce de droite), à côté de l'ouïe gauche.

Un barrage de table d'harmonie est constitué de nervures en bois collées sous la table d'harmonie. Celles-ci assurent deux fonctions :
- renforcer la table de l'instrument, fine et étendue, en la rigidifiant pour supporter la tension des cordes.
- faciliter la propagation des ondes sonores à l'ensemble de la table.

Barrer une table signifie coller une ou des barres sur ladite table, dans un moule creux ou à plat, sous hygrométrie très basse, avec des barres précambrées, ou courbes, ou même plates selon les cas. Les barres de tables sont en bois léger (épicéa, sapin). Selon le type d'assemblage et la colle utilisée, la table aura un son plus vif ou plus rond, une plus ou moins grande résistance aux changements d'hygrométrie, et nécessitera plus ou moins de pression de la part des cordes pour être correctement mise en tension.
Rarement visible, le barrage constitue un élément fondamental dans l'obtention du timbre de l'instrument. Sa mise en place et son entretien ne se font que par les facteurs et les luthiers, pas par l'instrumentiste.

## Barrage de structure

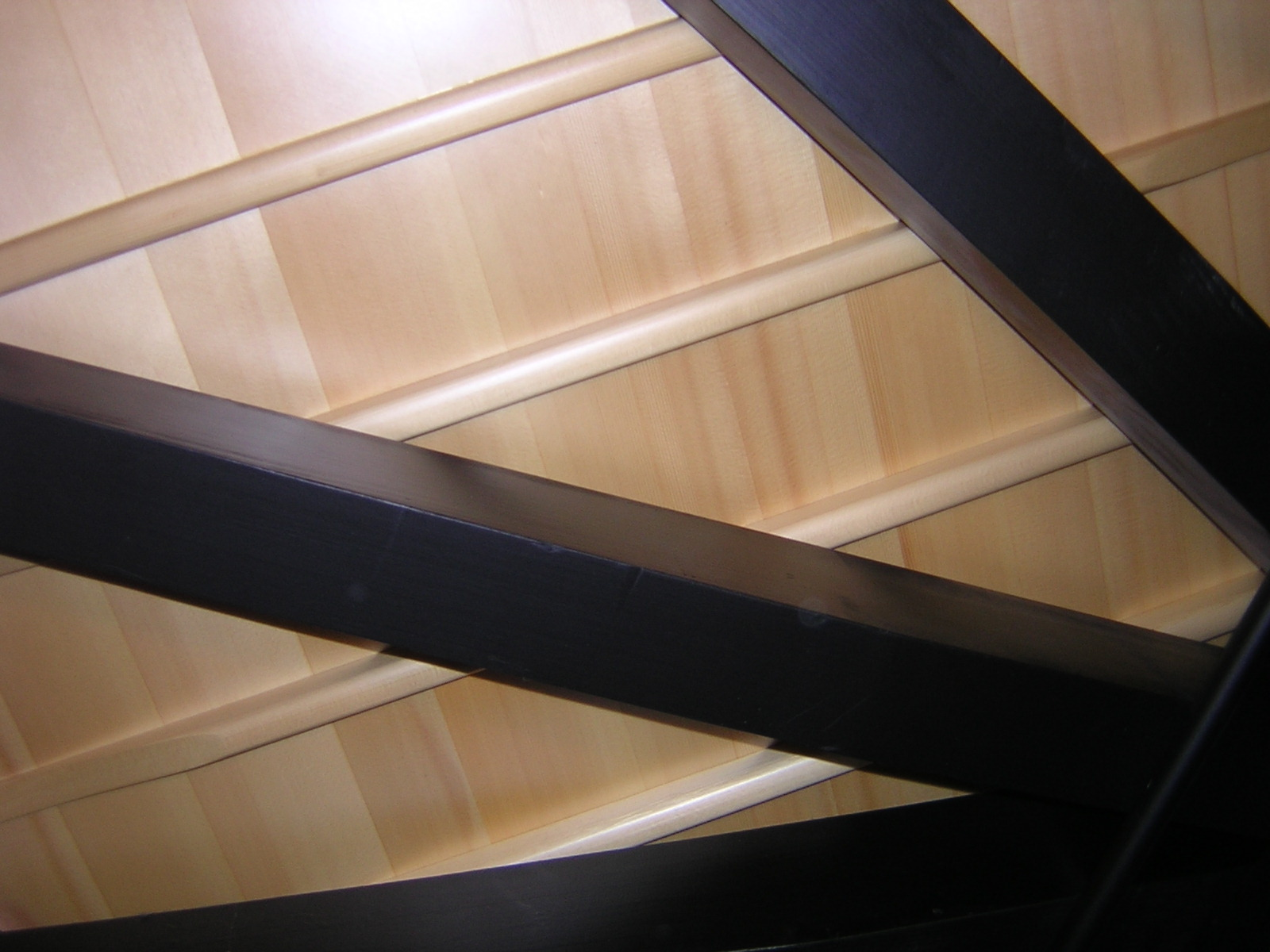
Barrage de structure d'un piano.

Néanmoins, dans le cas du piano, le nom de barrage est surtout donné à l'assemblage de grosses poutres qui servent de charpente à l'instrument. ils sont fixées la ceinture (piano à queue) et les éléments du meuble. Le barrage sert de soutien au cadre métallique. La table d'harmonie, elle, est collée sur une éclisse sur le pourtour intérieur de la ceinture et parfois insérée en force dans une gorge pour plus de tension - sur les pianos droits elle est collée sur une baguette, elle-même solidaire du barrage.
Deux approches existent pour le cas du piano :
- le barrage doit être le plus inerte possible, en chêne ou autre bois ou multipli très massif, pour éviter la perte de l'énergie sonore depuis la table d'harmonie et renvoyer les ondes sonores vers celle-ci (approche généralement admise) ;
- le barrage et les éléments du meuble sont partie intégrante de l'ensemble d'harmonie, résonnent et modifient en conséquence le timbre de l'instrument (École de Vienne). On emploie alors des bois de résonance ou des bois légers pour tous ces éléments (Bösendorfer).

Sur les pianos anciens (environ d'avant 1895), ce barrage était la seule structure pour résister à la traction des cordes. Ces pianos étaient appelés à tort à cadre bois. Sur les pianos plus modernes, le barrage est épaulé par un cadre métallique, placé sous et au-dessus des cordes. Sur certains petits pianos droits, ce cadre est même prévu pour remplacer le barrage (cadre « autoporteur »). Tous les éléments constitutifs du meuble sont alors fixés sur le cadre, d'où l'importance de ne pas poser le piano en porte-à-faux (sur 3 pieds) car la torsion générée par le poids influe directement sur le cadre et nuit à la stabilité de l'accord.

## Anecdote
Les enquêteurs de l'Encyclopédie de Diderot et d'Alembert se sont fait abuser par les facteurs de clavecin de l'époque, et l'illustration qui a été finalement publiée correspond à un barrage absolument inutilisable.